# Кролиководство

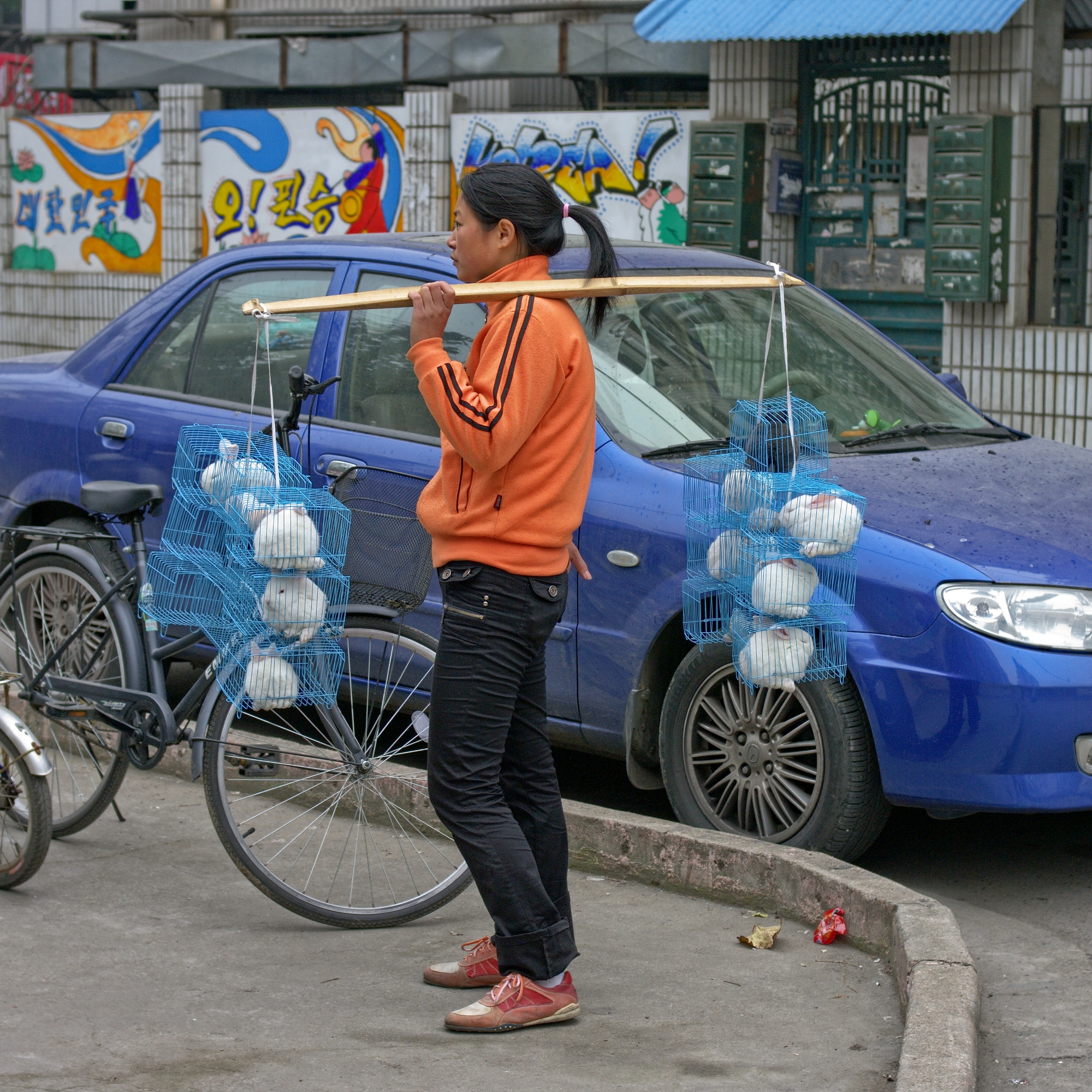
Продажа кроликов в Нанкине

Кролиководство — отрасль животноводства, занимающаяся разведением кроликов и дающая ценную и разнообразную продукцию, необходимую для народного хозяйства, при использовании дешёвых доступных кормов, небольших затратах труда и средств.

## Продукция кролиководства
Продукция кролиководства: мясо, шкура, кожа, мех, пух, отдельные части тела (лапы, уши, хвост) в качестве сувениров и сами животные для селекции.

### Мясо
Кроличье мясо — питательный диетический продукт.

### Шкура
Шкура — ценное сырьё мехообрабатывающей промышленности, используется в натуральном и имитированном под дорогие меха виде.

### Кожа
Кожа — сырьё для изготовления высокосортного шевро, лайки, замши, из которых делают лёгкую обувь, кожгалантерейные изделия.

### Мех
Мех кролика очень мягок, поэтому долговечным его назвать нельзя. В среднем изделие из этого меха служит до 3 сезонов. В большом количестве мех используют для пошива шапок, но и крупные изделия из него выглядят привлекательно, а на ощупь они мягкие и приятные. Большой плюс этих изделий – легкость. Популярны изделия из стриженого меха. Стрижка помогает увеличить срок службы изделия, так как мех не скатывается и меньше линяет. Экстремально низкую температуру кролик, конечно, не выдержит, но среднюю зимнюю температуру вполне осилит.

### Пух
Пух — по теплопроводности не уступает мериносовой шерсти. Идёт на выработку трикотажных изделий, а также фетра и велюра, из которых вяжут тёплые изделия — шали, свитера, головные уборы, перчатки, носки, шарфы.

### Части тела
Части тела кролика (голова, лапы, уши, хвост) идут на изделия, сувениры, амулеты.

### Внутренние органы
Внутренние органы (желудок, кишечник, мочевой пузырь и т. д.) и их содержимое, а также кровь служат хорошим удобрением для полей и огородов. Для этого их закладывают в специальные компостные ямы по согласованию с ветеринарным надзором.

### Навоз
Навоз — отличное удобрение для тяжёлых глинистых почв, а также тех почв, на которых произрастают сильно истощающие почву растения (огурец, сельдерей, капуста, картофель). В смеси с листьями и остатками растений изготавливается компост, применяемый для выращивания шампиньонов.
Кроличий навоз богат калийными и азотистыми веществами: по химическому составу сходен с навозом домашних коз, по содержанию азотистых веществ не уступает навозу коров, свиней и лошадей, по содержанию калия, фосфорной кислоте и извести превосходит их. Один взрослый кролик даёт до 100 кг органических удобрений в год, на кролиководческой ферме с поголовьем 1000 кроличьих получают около 200 т навоза в год.

### Отходы
Отходы, образующиеся после пошива меховых изделий, используются для изготовления различных бытовых и декоративных изделий и сувениров.

## Разведение кроликов
В кролиководстве применяется в основном два метода разведения: чистопородное (племенное) и скрещивание. Чистопородное разведение используется для получения животных на племя; межпородное скрещивание — для получения крепкого молодняка с дальнейшим использованием его на шкуры и мясо. По́месные и беспородные кролики не продуктивны.
Половое созревание у самок кроликов происходит в возрасте 3—4 месяца, но к размножению в крольчатниках допускаются только нормально развитые самки: средних пород — 4—5 месяцев (весом 2,0—2,8 кг); крупных — 5—6 месяцев (весом 3,0—3,5 кг). Самок случают с 4-месячного возраста, если они рождены от ранних окролов и забиваются осенью или в начале зимы — т. н. «разовые кролы». Самцы пускаются к случке в возрасте 5—6 месяцев.

### На садовых участках
На садовых участках кроликов экономично выращивать лишь один сезон. Молодых самок спаривают в марте-апреле и, получив 2—3 окрола, забивают на мясо, а полученный молодняк растят на дешёвом корме (трава или сено, отходы овощеводства и садоводства) с добавкой зерна и комбикормов. К зиме молодняк в возрасте 5—6 месяцев достигает кондиционного веса. Выращиваются кролики обычно до 3—8 месячного возраста, когда они дают полноценную меховую шкурку.

### На фермах
Современное разведение кроликов на фермах осуществляется с полной или частичной автоматизацией. Промышленное разведение основано на круглогодичном размножении путём искусственного осеменения. Самцы содержатся отдельно от самок с детёнышами, а основу работы выполняют генетики. Это обусловлено необходимостью получения здорового и продуктивного потомства.

## Содержание кроликов

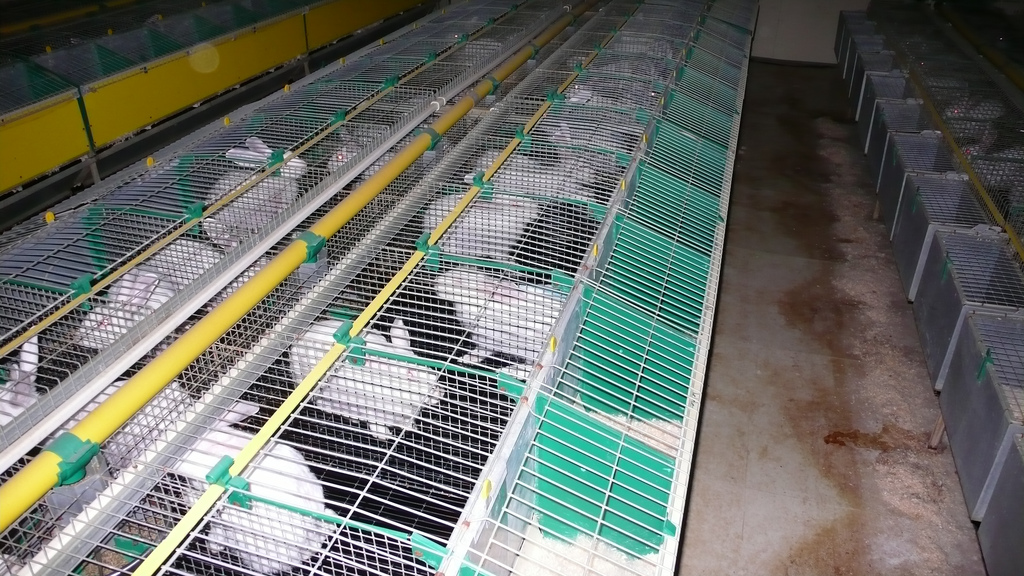
На современной французской кроликоферме

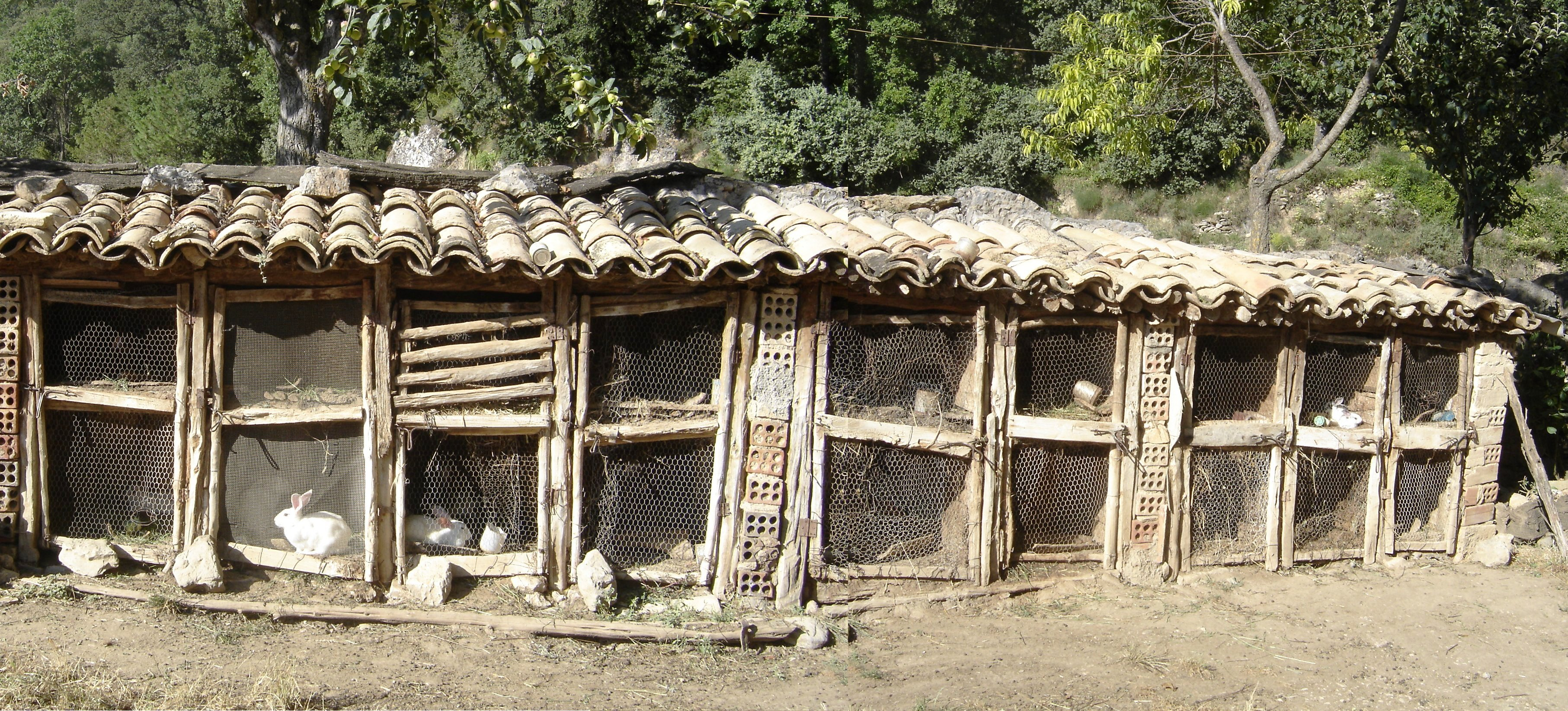
Традиционный крольчатник в Каталонии

Системы содержания кроликов существуют следующие: гаремное, блиндажное, паркетное, ясельное и другие. Сейчас используются системы содержания кроликов: вольная, полувольная, клеточная. Самая рациональная — клеточная, кролики содержатся в закрытых крольчатниках, шедах или открытых клетках; при бесклеточном содержании могут возникнуть массовые заболевания и падёж животных, а близкое родственное разведение способствует вырождению стада.

### На фермах

###### Мини-фермы для кроликов
В современном хозяйстве наибольшей популярностью у кролиководов пользуются следующие виды мини-ферм: дачные, декоративные, приусадебные и промышленные.
В основу любой мини-фермы заложены стандартные технические элементы:
• подставка, поддерживающая клетки;
• поилки;
• кормушки;
• специальные сборники продуктов жизнедеятельности животных.
Дачные и декоративные мини-фермы представляют собой небольшие удобные конструкции с одним или несколькими ярусами и минимальным количеством клеток для кроликов. В таких конструкциях имеется весь необходимый инвентарь для кормления и ухода за животными даже при долгом отсутствии хозяев. Вместе с тем они не оснащены системами обогрева, поэтому предназначены только для летнего содержания животных.
Приусадебные фермы — прочные конструкции с несколькими ярусами. Фермы дополнительно оснащаются автоматическими системами отопления и подогрева воды, благодаря чему могут использоваться для круглогодичного содержания животных на улице — летом и зимой.
Первые три вида ферм — самые экономически выгодные, поскольку на их строительство уходит минимальное количество материалов и средств. Кроме того, их обслуживание потребует не более нескольких раз в неделю. Такие конструкции можно разместить на дачном участке на улице или в доме на специально отведенной площади.
Промышленные фермы — самые габаритные конструкции, предназначенные для разведения максимального количества животных. Они оснащены специальными системами и устройствами для качественного кормления и ухода зверьков и также предназначены для круглогодичного содержания животных на улице.

В то же время многофункциональность, комфортабельность и надежность — объединяющая составляющая всех видов мини-ферм для кроликов, что позволяет заниматься эффективным разведением пушных животных круглый год. Выбирая ту или иную разновидность конструкции, стоит изначально задуматься, для каких целей она предназначена и какой результат впоследствии получит сам хозяин фермы.

### На садовых участках
Содержатся кролики в индивидуальных или групповых клетках из местных материалов (дерево, саман, кирпич и др.), летом — на открытом воздухе, зимой — в приспособленных помещениях.

## Качество продукции
Главная цель кролиководства — получение качественной продукции в максимально большом объёме. Качественной оценкой кроликов по продуктивности, телосложению и происхождению с учётом породных особенностей и хозяйственного назначения занимается бонитировка (от лат. bonitas — доброкачественность).

### Индексы телосложения
Индексы телосложения — это совокупность показателей в процентах, выражающие отношение анатомически связанных между собой размеров тела, характеризующие конституции животных; отдельные показатели не дают полное представление о пропорциях тела.
Выделяют следующие индексы:
- Индекс растянутости (формата) — отношение косой длины туловища к высоте в холке.
- Индекс сбитости (компактности) — отношение обхвата груди к косой длине туловища.
- Показатель развития массы тела — характерен для мясных пород.
- Индекс массивности — отношение обхвата груди к высоте в холке.
- Тазо-грудной индекс — отношение ширины груди за лопатками к ширине зада в маклоках.
- Показатель развития груди в ширину — характерен для мясных пород.
- Грудной индекс — отношение ширины груди за лопатками к глубине груди.
- Дополняет тазо-грудной индекс при характеристике развития груди — характерен для мясных пород.
- Индекс перерослости — отношение высоты в крестце к высоте в холке.
- Показатель развития организма в послеутробный период — характерен для молодняка.
- Индекс костистости — отношение обхвата пясти к высоте в холке.
- Показатель развития скелета — характерен для мясных пород.
- Индекс шилозадости — отношение ширины в маклоках к ширине в седалищных буграх.
- Показатель суженности зада — характерен для недоразвитых животных, является большим пороком.
- При специальных исследованиях также: индексы глубины, быстроаллюрности, мясности и др.

Метод индексов при внешней оценке вида животных обязательно дополняется глазомерной оценкой.

### Внешний вид животных
Признаки качественного внешнего вида:
- голова должна быть пропорциональна туловищу, у самцов более массивная и грубая;
- уши прямые, плотные у основания;
- грудь широкая и глубокая;
- спина ровная, прямая и широкая;
- пояснично-крестцовая часть удлинённая и широкая;
- круп округлой формы;
- конечности крепкие, правильно поставленные по отношению к туловищу.

К дефектам телосложения относятся:
- неправильная форма головы;
- излишне длинная шея;
- свислые или широко расставленные уши;
- отвислый живот;
- недостаточно развитая грудь.

К порокам телосложения относятся:
- слабый и плохо развитый костяк;
- слабо развитая грудь;
- горбатая или провислая спина;
- обрубленный или свислый круп;
- шилозадость;
- тонкие и скривлённые или неправильно поставленные по отношению к туловищу конечности.

Кролики, имеющие дефекты и пороки, в племенной селекции выбраковываются из общего стада.

## Убой и разделка
При определении сроков убоя кроликов учитывают состояние их шкурки и упитанность. Более качественные шкурки получают при забое животных в осенне-зимний период.
До убоя в течение 12 часов кроликов содержат на голодной диете для опорожнения кишечника от пищи.
При забое кролика левой рукой приподнимают за задние ноги, а правой наносят удар палкой по затылку за ушами, после подвешивают за задние лапы на верёвочной петле или на деревянной растяжке вниз головой. Удлинённым шилом или узким ножом прокалывают пазухи носовых отверстий, вскрывая кровеносные сосуды и обескровливают тушку. Для опорожнения мочевого пузыря кролика приподнимают за уши правой рукой, а левой надавливают на тазовую полость.
Шкурку с животного снимают трубой (чулком). Для этого вначале производят кольцевые надрезы кожи вокруг скакательных суставов. Если тушка планируется для продажи, кольцевой надрез делают на 1 см выше. Затем вспарывают шкурку по заднему краю бёдер к нижней части хвоста. Захватив шкурку от хвоста и с задних ног стягивают шкурку мехом во внутрь. При снятии шкурки с головы надрезают ушные хрящи и кожу вокруг губ и глаз. С передних лап шкурка снимается до запястных суставов. Передние лапы отрезают.
При снятии шкурки стараются как можно меньше оставить на ней жира. В местах, где требуется усилие, подкожные плёнки осторожно подрезают ножом. После снятия, шкурка натягивается на конусообразную деревянную правилку с гладкой поверхностью мездрой наружу. Изготовленная в виде буквы «А», правилка должна иметь соотношение ширины основания к высоте как 1:4. Натянутая на правилку шкурка не должна иметь морщин. Сушится шкурка в помещении с хорошей вентиляцией при температуре не более 25-30°С.
Внутренности кролика удаляют после разреза живота по средней линии от груди к хвосту. Шпагатом перевязывают пищевод и отрезают его у гортани. На печени аккуратно вырезают жёлчный пузырь. Обезглавливают тушку на уровне первого шейного позвонка.

## История кролиководства
История кролиководства начинается с III века до н. э., к V веку н. э. животные были одомашнены окончательно.
В Россию кролики попали в XI веке, но как отрасль кролиководство стало развиваться с конца 1920-х годов. Сейчас в России разводят около 60 пород кроликов, всего же в мире выведено около 200 пород.
Сегодня половину мирового производства крольчатины обеспечивает Китай.

## Всемирная Ассоциация научного кролиководства
С 1964 года существует крупнейшая в мире организация — Всемирная Ассоциация научного кролиководства (WRSA от англ. World Rabbit Science Association), её штаб квартира расположена в Париже. WRSA объединяющая десятки стран для изучения кролика и распространения информации о кролике и кролиководстве.
Основными видами деятельности WRSA являются проведение Конгрессов WRSA (один раз в четыре года) и выпуск журнала «World Rabbit Science».
Согласно Уставу Ассоциации, основными задачами WRSA являются:
- распространение информации о последних достижениях мировой кролиководческой науки, обмен опытом, практической и научной информацией между производителями и учёными, занимающимися проблемами кролиководства;
- поддержка практических экспериментов и научных изысканий в области кролиководства;
- сбор информации для организации учебных курсов и непосредственном обучение на основе мирового опыта кролиководческой науки;
- проведение Всемирных кролиководческих конгрессов;
- организация совместной работы с FAO и другими локальными организациями в интересах кролиководческой индустрии.

В 2008 году решением Координационного совета президентом WRSA был избран Джироламо Хикатто — руководитель итальянской ветви Ассоциации.

### Российское отделение
Российское отделение WRSA (далее «WRSA — Russian branch» или WRSA-RB) организовано зимой 2003 года. В 2004 году представители России впервые принимали участие в работе Координационного совета Ассоциации, который проходил в рамках 8-го Всемирного кролиководческого конгресса в городе Пуэбла (Мексика) на правах официальной ветви WRSA.
C 2004 года президентом Координационного совета Российского отделения Ассоциации был утверждён Артём Крамин (Казань).
В своей работе WRSA-RB ориентируется на опыт европейских коллег, её первоочередными задачами являются:
- повышение эффективности кролиководства России и становление кролиководческой промышленности, как самостоятельной отрасли сельского хозяйства;
- координация деятельности кролиководческих сообществ, организация встреч и совместной работы кролиководов России;
- проведение Российских кролиководческих конгрессов;
- распространение информации о последних достижениях мировой кролиководческиой науки.

## Декоративное кролиководство в России
Первые кролики декоративных пород появились в России в 1990-х годах. Они были привезены в Россию из Европы. В настоящее время в России существует уже и своя официально зарегистрированная порода декоративных кроликов - русская карликовая ангора.
Долгое время кролики декоративных пород разводились частными лицами исключительно в рамках различных любительских клубов, но по мере развития декоративного кролиководства в нашей стране возникла необходимость и в создании официальных организаций, упорядочивающих деятельность заводчиков. Одной из таких организацией стала Ассоциация декоративного кролиководства.